# سيباستيان بلترام
سيباستيان بلترام (بالإسبانية: Sebastián Beltrame)‏ هو متسابق بياثل أرجنتيني، ولد في 19 يونيو 1983 في أوشوايا في الأرجنتين.

## وصلات خارجية
- سيباستيان بلترام على موقع IBU (الإنجليزية)
- سيباستيان بلترام على موقع أوليمبيديا (الإنجليزية)